# Robrecht Heyvaert
Robrecht Heyvaert is een Belgische director of photography. Hij is vooral bekend van de speelfilms D'Ardennen, Black, Bad Boys for Life, Zillion, Rebel, WIL en de tv-serie  Ms Marvel.

## Carrière
Tijdens zijn filmstudies aan RITCS in Brussel ontmoette hij Adil El Arbi en Bilall Fallah.
Hij verzorgde het camerawerk voor hun kortfilm Broeders die in 2011 de VAF wildcard won. Vervolgens werkten ze samen op de langspeelfilms Image, Black en Patser alvorens de Atlantische oceaan over te steken voor Bad Boys for Life. Zijn eerste project in de VS was Snowfall, een TV serie voor FX waarvan El Arbi en Fallah de piloot regisseerden, in 2017. In 2020 werd aangekondigd dat hij achter de camera zal staan op de film Rebel
Hij werkte samen met regisseur Robin Pront aan de kortfilm Plan B die in 2008 de publieks- en juryprijs won op het internationaal kortfilmfestival Leuven . In 2015 stond hij in voor de cinematografie van Pronts langspeeldebuut D'Ardennen , die geselecteerd werd als de Belgische inzending voor de Academy Award voor de beste buitenlandse film in 2017. Zijn werk werd bekroond met de Ensor voor de beste fotografie op het filmfestival Oostende in 2016. In 2021 werkten Pront en Heyvaert samen aan Zillion
Tijdens de 10e editie van het filmfestival Oostende was hij een van de acht young stars, een selectie jonge talenten wier werk in de kijker wordt gezet.
Hij werkte mee aan de stilistische wraakfilm Revenge die hij samen met hoofdrolspeler Kevin Janssens presenteerde als openingsfilm van het elfde offscreen filmfestival in 2018. 

Tijdens zijn studententijd werkte hij als filmoperator in Cultuurcentrum Strombeek waar hij meermaals instond voor de projectie van Les Barons van Nabil Ben Yadir, met wie hij later samenwerkte bij Dode Hoek.

In 2022 werkt hij mee aan de film WIL, geregisseerd door Tim Mielants naar een boek van Jeroen Olyslaegers. Voor WIL ontving Heyvaert de Ensor voor beste DOP .
Hij verzorgde de fotografie van Pendant ce temps sur Terre, geregisseerd door Jeremy Clapin die in 2024 in première ging op de Berlinale.

## Trivia
In de zombiefilm Yummy speelt hij één van de zombies.

## Filmografie
- Steve (2025)
- Bad Boys: Ride or Die (2024)
- Pendant ce Temps sur Terre (2024)
- WIL (2023)
- Zillion (2022)
- Rebel (2022)
- Ms. Marvel (tv-serie) (2022)
- Bad Boys for Life (2020)
- Torpedo (2019)
- Lukas (2019)
- Patser (2018)
- Dode hoek (2017)
- Revenge (2017)
- Snowfall (Serie) (2017)
- Everybody Happy (2016)
- D'Ardennen (2015)
- Black (2015)
- Image (2014)
- Vermist (tv-serie) (2012-2014)

## Prijzen en nominaties
| Jaar | Prijs | Categorie            | Film       | Uitslag     |
| ---- | ----- | -------------------- | ---------- | ----------- |
| 2024 | Ensor | Beste cinematografie | WIL        | Gewonnen    |
| 2023 | Ensor | Beste cinematografie | Zillion    | Genomineerd |
| 2023 | Ensor | Beste cinematografie | Rebel      | Genomineerd |
| 2021 | Ensor | Beste cinematografie | Torpedo    | Genomineerd |
| 2018 | Ensor | Beste cinematografie | Patser     | Genomineerd |
| 2016 | Ensor | Beste cinematografie | D'Ardennen | Gewonnen    |
| 2016 | Ensor | Beste cinematografie | Black      | Genomineerd |